# Множественная личность в популярной культуре

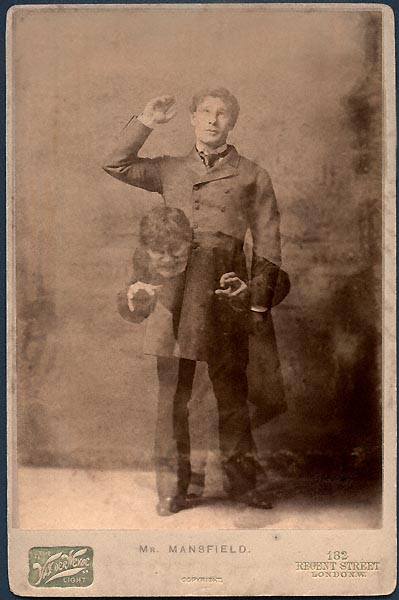
Доктор Джекилл и мистер Хайд (на фотографии в исполнении американского актёра Ричарда Мэнсфилда).

Множественная личность или раздвоение личности — психический феномен, при котором человек обладает двумя или более различными личностями. Это психическое расстройство часто используется как сюжетный поворот в различных художественных произведениях.
Профессор Аугсбургского университета Хайке Шварц в своей книге «Beware of the Other Side(s): Multiple Personality Disorder and Dissociative Identity Disorder in American Fiction» отмечает, что психиатрические расстройства подобного плана нередко бывают культурно обусловленными, и образы Нормана Бейтса из «Психо» или Тайлера Дёрдена из «Бойцовского клуба» могут оказывать влияние на течение болезни.
Идея множественной личности в культуре тесно связано с понятиями alter ego и двойника-доппельгангера. Эту связь, в частности исследовал профессор Потсдамского университета Logi Gunnarsson в своей книге «Философия личности и множественной личности».

## Странная история доктора Джекила и мистера Хайда
Характерная для готической литературы тема «тёмного», зловещего двойника была трансформирована в согласующийся с научной картиной мира образ раздвоенной личности в «Странной история доктора Джекила и мистера Хайда» Стивенсоном.
Роберт Льюис Стивенсон, по свидетельству его жены Фанни, всерьёз интересовался феноменом раздвоения личности. До того как создать свою повесть, он в 1880 году в соавторстве с Уильямом Хенли написал пьесу «Deacon Brodie, or, The Double Life», в которой авторы описали историю казнённого в 1788 Уильяма Броди — столяра и члена Эдинбургского городского совета, который возглавлял по ночам шайку грабителей. В 1885 году, Стивенсон вернулся к мотиву расщепления личности в своём рассказе Маркхейм.
Некоторые исследователи считают, что одним из прототипов при написании «мистера Джекила» Стивенсону послужил первый глубоко исследованный случай расщепления личности, который врач из Бордо Étienne Eugène Azam описал в серии статей, опубликованных в 1876—1879 в Revue Scientifique, хотя сам Стивенсон утверждал в своём интервью, что не изучал клинические случаи раздвоения личности до выхода своей книги. Об этом случае, наряду со случаем сержанта Ф., у которого раздвоение развилось после повреждения левого полушария мозга в результате ранения, Стивенсон мог узнать из серии научно-популярных статьей, которые Ричард Проктор опубликовал в 1877 году в журнале Cornhill Magazine, где печатался и сам Стивенсон.
Роман Стивенсона был многократно экранизирован.

## В современной беллетристике, кино и телевидении

### Три лица Евы
В 1957 году выходит американский фильм «Три лица Евы» — о больной женщине, прячущей порочную вторую личность.

### Психо
В 1959 году опубликован роман американского писателя Роберта Блоха «Психоз» — об убийце с раздвоением личности. Через год выходит его знаменитая экранизация — снятый Альфредом Хичкоком фильм Психо.

### Сибил
В 1973 году опубликована книга-бестселлер Флоры Шрайбер «Сивилла» (Sybil), рассказывающая реальную историю Ширли Мэйсон (в книге — Сивилла Дорсетт), у которой было 16 личностей. Её удалось полностью вылечить за 10 лет. В 1976 году выходит телевизионная экранизация «Сибил», в главной роли — Сэлли Филд. 2007 году — вторая телевизионная экранизация «Сибил».

### Бойцовский клуб
1996 — Публикация романа Бойцовский клуб Чака Паланика. 1999 — американский фильм Бойцовский клуб по ней.

### Прочее
- 1996 — фильм Сергея Газарова «Ревизор» по мотивам одноимённой комедии Н. В. Гоголя. В фильме два героя пьесы — помещики Пётр Иванович Бобчинский и Пётр Иванович Добчинский — соединены в одного Петра Ивановича, страдающего раздвоением личности
- 1998 — роман американского писателя Сидни Шелдона «Расколотые сны», в котором главная героиня обвинена в преступлениях, совершенных её второй личностью
- 2000 — американский Я, снова я и Ирэн — комедия о полицейском с раздвоением личности
- 2001 — «Девятая сессия» (англ. Session 9) — психологический хоррор Брэда Андерсона, действие которого раскручивается вокруг найденных в бывшей психиатрической больнице записей (сессий) одного из пациентов с диссоциативным расстройством идентичности.
- 2000 — фильм Американский психопат — богатый банкир прячет от окружающих кровожадное второе я
- 2003 — фильм Идентификация — фильм о человеке с десятью личностями
- 2003 — психологический триллер «Лабиринты» (фр. Dédales)  французского режиссёра и сценариста Рене Манзора о больной девушке, обвиненной в серийных убийствах.
- 2004 — Психологический ужас «Эльфийская песнь» — манга написанная Рином Окамото, главная героиня имеет две личности: Жестокую убийцу Люси и милую девушку по прозвищу Ню.
- 2009—2011 — Американский телевизионный сериал Такая разная Тара (англ. United States of Tara) — о жизни женщины, страдающей диссоциативным расстройством идентичности. В стрессовых ситуациях контроль над её жизнью захватывают 7 альтер-личностей.
- 2010 — американский Пробуждая Мэдисон — женщина пытается восстановить расколотую личность.
- 2010 — Роман Умберто Эко «Пражское кладбище»: капитан Симоне Симонино, он же аббат Далла Пиккола.
- 2010 — американский фильм Убежище — детективная история убитых людей со множественными личностями
- 2010 — В игре Call of Duty: Black Ops, персонаж, капитан ВМС США Алекс Мэйсон страдает раздвоением личности, второе эго - капитан РККА Виктор Резнов, друг Мэйсона, погибший во время их совместного побега из лагеря в Воркуте.
- 2011 — Российский комедийный сериал Зайцев+1, о жизни студента-«ботаника» Саши Зайцева, страдающего раздвоением личности.
- 2012 — южнокорейский телесериал «Задача от Бога» (англ. God’s Quiz) — в третьем сезоне герои сталкиваются со случаями множественной личности.
- 2013 — Мотель Бейтс — Американский сериал, предыстория легендарного триллера Психо Альфреда Хичкока о Нормане Бэйтсе. Норман страдает расстройством множественной личности, и на протяжении 5 сезонов мы наблюдаем за постепенным развитием этого заболевания изнутри. Великолепно раскрыта природа диссоциативного расстройства идентичности.
- 2014 — Манга Морино Мэи «Ohayou, Ibarahime» — история взаимоотношений главного героя и девушки Сидзу, страдающей диссоциативным расстройством идентичности.
- 2015—2019 — В сериале Мистер Робот, множественная личность у главного героя.
- 2015 — южнокорейский телесериал Убей меня, исцели меня (англ. Kill Me, Heal Me) — главный герой Чха До Хен в результате детской травмы, начинает страдать расщеплением личности;
- 2015 — южнокорейский телесериал «Хайд, Джекил и я» (Hyde, Jekyll, Me) — мелодрама о герое, чья личность раздвоена на более злую и жестокую и более мягкую и добрую половины, по мотивам комикса Ли Чун Хо;
- 2015 — китайский телесериал Закрой глаза, когда он придет (англ. Love Me If Your Dare — Люби меня, если осмелишься), частично по мотивам одноимённого романа писательницы Дин Мо, написанного в 2014 году; обыгрывается версия возможного раздвоения личности героя;
- 2015 — В игре Hotline Miami 2 Wrong Number, персонаж, детектив Мэнни Пардо вероятнее всего страдает раздвоением личности, второе эго известно по прозвищу Майамский Потрошитель, чьё преступления он расследует находясь в личности полицейского, однако многие фанаты уверены, что все свои преступления он совершал осознанно
- 2016—2021 — В конце 4 и 5 сезона мультсериала «Подозрительная Сова», присутствует персонаж Заяц, который приобрёл вторую личность благодаря эксперименту; первая личность — его оригинал, вторая — криминальный авторитет по прозвищу Большая Шишка и третья — трансвестит.
- 2016 — Фильм про человека с 23 личностями «Сплит».
- 2017 — китайский комедийный телесериал «Семеро Я» (Seven of Me) — частичный ремейк корейского «Убей меня, исцели меня»;
- 2017 — китайский телесериал «Психолог» (Psychologist) — история взаимоотношений между психологом с раздвоением личности и его второй личностью-женщиной;
- 2017 — Китайский телесериал «Психолог» (англ. Psychologist) — история взаимоотношениях между психологом с раздвоением личности и его второй личностью-женщиной;
- 2017 — тайваньский фильм «Идеальная девушка» (Perfect Girl) — детективная история героини, страдающей раздвоением личности;
- 2017 — Повесть «Обмануть время». В одной из новелл, главная героиня страдает множественной личностью. «Истинной» она становится лишь в конце книги, при этом не полностью излечившись, как показано в других новеллах и ответвлениях. В самой книге, героиня после путешествия в 1834 год вновь расщепляет свою личность уже на две части, но потом её разум вновь восстанавливается.
- 2017-2019 — Американский супергеройский телесериал «Легион», где главный персонаж мутант-шизофреник Омега-уровня Дэвид Чарльз Халлер страдает от диссоциативного расстройства идентичности, и каждая из его личностей (более нескольких тысяч) управляет одной из его многочисленных суперспособностей.
- 2018 — японский фильм «Во сне или на ходу» (Sleeping or Walking) — история девушки, снова встречающей предмет своей любви, в теле которого теперь живёт другая личность, по одноимённому роману Томоко Сибасаки.
- 2019-2023 — Американский супергеройский телесериал «Роковой патруль». Кей Чаллис / Сумасшедшая Джейн — член Рокового патруля с диссоциативным расстройством, каждая из её 64 альтернативных личностей, или «альтер», обладает уникальной сверхчеловеческой способностью.
- 2019 — «Стекло»— третий фильм серии «Неуязвимый» и общий сиквел фильмов «Неуязвимый» и «Сплит».
- 2021 — В комиксах и в фильме «Майор Гром» главный антагонист Чумной Доктор страдает раздвоением личности; одна личность — это Сергей Разумовский, миллиардер и программист, а вторая — Чумной Доктор, террорист и убийца.
- 2022 — "Лунный рыцарь (сериал)" — сериал от Marvel Studios, в котором главный герой Марк Спектор страдает раздвоением личности, храня в себе сразу три личности: Марк Спектор, Стивен Грант и Джейк Локли.
- 2023 — «Переполненная комната» (англ. The Crowded Room) — сериал-антология производства Apple о Дэнни Салливане, страдающим множественным расстройством личности. Основой сценария стал роман Дэниела Киза «Множественные умы Билли Миллигана».
- 2023 — «Совершенно другой я», турецкий сериал, главными героями которого выступают мужчина-телеведущий, страдающий раздвоением личности, который совершает убийство, и женщина-прокурор, которая расследует это убийство. По ходу сериала между ними возникает романтическая связь.

### Книги
- Jeremy Hawthorn. Multiple personality and the disintegration of literary character: from Oliver Goldsmith to Sylvia Plath. — Edward Arnold, 1983. — 168 с. — ISBN 978-0-7131-6398-8.
- Heike Schwarz. Beware of the Other Side(s): Multiple Personality Disorder and Dissociative Identity Disorder in American Fiction. — transcript Verlag, 2014. — 457 с. — ISBN 978-3-8394-2488-9.
- James M. Glass. Shattered Selves: Multiple Personality in a Postmodern World. — Cornell University Press, 1995. — 204 с. — ISBN 0-8014-8256-9.
- Anne Stiles. 1. Robert Louis Stevenson’s Jekyll and Hyde and the double brain // Popular Fiction and Brain Science in the Late Nineteenth Century. — Cambridge University Press, 2011. — С. 27—49. — 275 с. — ISBN 978-1-139-50490-4.
- Olga Glebova. 4. Trauma, Female Identity and the Trope of Splitting in Lessing, Figes, Tennant and Weldon // Trauma Narratives and Herstory / Sonya Andermahr, Silvia Pellicer-Ortín. — Springer, 2013. — С. 46—64. — 204 с. — ISBN 978-1-137-26835-8.
- Logi Gunnarsson[нем.]. Philosophy of Personal Identity and Multiple Personality. — Routledge, 2009. — 291 с. — ISBN 978-1-135-21281-0.
- Ian Hacking. Rewriting the Soul[англ.]: Multiple Personality and the Sciences of Memory. — 2-nd edition. — Princeton University Press, 1998. — 352 с. — ISBN 978-0-691-05908-2.

### Статьи
- Peter Byrne. The butler(s) DID it - dissociative identity disorder in cinema (англ.) // Med Humanities. — 2001. — Iss. 27. — P. 26—29. — doi:10.1136/mh.27.1.26.
- Beatriz Vera Poseck. I was the murderer!  Or the Dissociative Identity Disorder in the cinema. (англ.) // J Med Mov. — 2006. — Iss. 2. — P. 125—132.
- Lisa D. Butler, Oxana Palesh. Spellbound: Dissociation in the Movies (англ.) // Journal of Trauma & Dissociation. — 2004. — Vol. 5, iss. 2. — doi:10.1300/J229v05n02_04.
- Katarzyna Wysoczańska-Pająk. Раздвоенный герой в раздвоенной действительности. Homo Duplex в образе мира русской прозы 20-х гг. XX века // Cuadernos de Rusística Española. — 2013. — № 9. — С. 123—129. — ISSN 1698-322X.
- Robert Muller, Ph.D. The Media and Dissociative Identity Disorder. Examining the facts and fictions of media portrayals of DID (англ.). www.psychologytoday.com/ (19 января 2013). Дата обращения: 18 июня 2013. Архивировано 31 августа 2013 года.